# Elisha Stephens
Elisha Stephens (1981) è un'ex sciatrice alpina statunitense.

## Biografia
Attiva dal gennaio del 1997, la Stephens in Nor-Am Cup esordì il 1º gennaio 1998 a Waterville Valley in slalom speciale (35ª), conquistò tre podi (il 6 e il 7 dicembre 2000 a Mont-Tremblant in slalom gigante, rispettivamente 3ª e 2ª, e l'8 gennaio 2001 a Lake Louise in discesa libera, 3ª) e prese per l'ultima volta il via il 18 marzo 2001 a Snowbasin in discesa libera (26ª). Si ritirò durante la stagione 2004-2005 e la sua ultima gara fu uno slalom gigante universitario disputato l'11 febbraio a Taos; non debuttò in Coppa del Mondo né prese parte a rassegne olimpiche o iridate.

## Palmarès

### Nor-Am Cup
- Miglior piazzamento in classifica generale: 8ª nel 2001
- 3 podi:
  - 1 secondo posto
  - 2 terzi posti